# Shahkot (Paquistão)
Shahkot é uma cidade do Paquistão localizada no distrito de Jalandhar, província de Punjab.